# Pałac w Nakomiadach
Pałac w Nakomiadach (Pałac rodu von Hoverbeck, Pałac rodu von Redecker) (niem. Gutshaus Eichmedien) – zespół pałacowy wraz z zespołem parkowym i licznymi zabudowaniami gospodarczymi znajdujący się we wsi Nakomiady (niem. Eichmedien) w gminie Kętrzyn w województwie warmińsko-mazurskim. Pierwszy pałac Hoverbeckovie wznieśli w latach 1664–1680 w stylu barokowym, w 1705 rozpoczęto jego przebudowę i nadano dzisiejszy wygląd, w 1789 pałac i majątek przejął ród von Redecker.

## Położenie
Pałac położony jest we wsi Nakomiady około 10 km na południe od Kętrzyna, 27 km na zachód od Giżycka, 21 km na północny wschód od Mrągowa i 82 km na północny wschód od Olsztyna. Znajduje się przy lokalnej drodze wiodącej do Kętrzyna i nieopodal drogi wojewódzkiej nr 592 na odcinku Kętrzyn-Giżycko oraz około 8 km na południe od lotniska Kętrzyn-Wilamowo.

## Historia

### Nakomiady jako warownia Fliehburg
Historia Nakomiad sięga czasów średniowiecza, kiedy to ulokowana była tu osada jednego z plemion pruskich, o której istnieją informacje z końca XIV wieku.
Po podbiciu tych terytoriów przez Zakon Krzyżacki, pomiędzy rokiem 1392 a 1396 komtur bałgijski Konrad von Kyburg ulokował tu pierwszą osadę krzyżacką. Miejscowości o charakterze rybackim ze względu na pobliskie jezioro, które w późniejszym czasie zostało osuszone, nadał nazwę Eichmedien. W tym samym czasie w Nakomiadach powstała średniowieczna warownia o nazwie Fliehburg, o której nie zachowały się przekazy, i co do której nie jest nawet pewne, czy była budowlą drewnianą czy już murowaną. Prawa lokacyjne osady potwierdził w 1402 kolejny komtur z Bałgi, późniejszy Wielki Mistrz Krzyżacki Ulrich von Jungingen, który zmienił dotychczasowy status lokacyjny na prawo chełmińskie.

### Dobra rodu von Hoverbeck
W połowie XVII wieku, prawdopodobnie w 1653, dobra Nakomiady za zasługi w uniezależnianiu miast pruskich od Polski zostały nadane przez wielkiego elektora Fryderyka Wilhelma jako dobra dziedziczne, brandenburskiemu dyplomacie w Warszawie Janowi von Hoverbeckowi (akt tego nadania w języku polskim i łacińskim przechowywany jest w Muzeum Warmii i Mazur w Olsztynie). Jako nową siedzibę rodu wzniesiono tu w latach 1653–1680 w miejscu wcześniej istniejącej nowożytnej budowli pierwszy, niewielki rozmiarowo, pałac; przy czym źródła różnie podają datę ukończenia jego budowy, 1653, 1660 czy najczęściej podawana 1680.
27 kwietnia 1705 wmurowaniem kamienia węgielnego rozpoczęto dobudowę rezydencji do pałacu o wyglądzie zbliżonym do dzisiejszego. Przebudową kierował znany warszawski architekt włoskiego pochodzenia Józef Piola, który nadał rezydencji formę oszczędnego holenderskiego baroku z elementami architektury klasycystycznej. Było to prawdopodobnie efektem palladianizmu (od nazwiska włoskiego architekta Andrea Palladio), który reprezentował Piola, a który w swych założeniach przeciwstawiał włoski klasycyzm obowiązującemu wówczas w europejskiej architekturze przepychowi baroku. Taka forma pałacu była także prawdopodobnie życzeniem zleceniodawcy, ówczesnego właściciela i zarządcy majątku, Jana von Hoverbecka, który wyznawał zasady purytańskiego stylu życia.
W 1704 roku powstała w Nakomiadach manufaktura ceramiczna, gdzie z miejscowych pokładów gliny wyrabiano i wypalano cegły na potrzeby rozbudowy budowli.

### Dobra rodu von Redecker
Ród von Hoverbeck pozostawał właścicielem pałacu przez 136 lat – do 1789 roku, kiedy to zarówno sam pałac jak i cały majątek nabył za cenę 36 tysięcy talarów przybyły z Prus urzędnik Friedrich Redecker. Redecker po nabyciu dóbr sam wystąpił o nadanie jego rodzinie tytułu szlacheckiego i w parę lat po tym otrzymał od króla tytuł barona.
W początkach XIX wieku podczas wojen napoleońskich majątek, podobnie jak i całe państwo pruskie, znacząco podupadł. W przywróceniu świetności pałacu pomógł dopiero mariaż syna Friedricha Hermanna von Redeckera z pruską szlachcianką Augustą von Trotha, co znacznie poprawiło sytuację ekonomiczną majątku. W 1905 przeprowadzono generalny remont i modernizację pałacu, która jednak nie wpłynęła znacząco na architekturę założenia.
W 1929 powierzchnia łączna majątku wynosiła 692 ha, znajdowały się tam liczne sady oraz stajnia na 40 koni pociągowych, a podstawą produkcji folwarku była hodowla buraka cukrowego. W okresie międzywojennym wskutek trudnej sytuacji finansowej majątek po raz kolejny podupadł ekonomicznie i w 1932 został zlicytowany i przejęty za długi. Nowym właścicielem został Paul Gerhard Goertz, jednakże zarządcami samego pałacu pozostali wciąż Redeckerowie z seniorem Eberhardem.
26 stycznia 1945 roku, podczas II wojny światowej, na terenie Prus Wschodnich rozpoczęła się ofensywa wojsk radzieckich, a Redeckerowie uciekli do Niemiec i osiedlili się w Szlezwiku-Holsztynie.

### Okres powojenny
Po wojnie tereny, na których znajdowały się przedwojenne dobra, w całości przejęła administracja polska, która dotychczasową nazwę Eichmedien zmieniła na polskie Nakomiady. W samym majątku, całkowicie ograbionym z mienia ruchomego, utworzono Państwowe Gospodarstwo Rolne (PGR), na którego potrzeby w pałacowych murach powstała szkoła, przedszkole, świetlica i mieszkania pracowników gospodarstwa.
W okresie, gdy PGR zarządzał majątkiem, pałac popadał w coraz większą ruinę, a jego sytuację próbował polepszać Eberhard von Rodecker, który od lat 70. corocznie odwiedzał pałac i z własnych środków przeprowadzał w nim najniezbędniejsze remonty. W 1985 wykwaterowano wszystkich dotychczasowych mieszkańców i rozpoczęto, na koszt państwa, generalny remont założenia, który nie został ukończony. W przeciągu następnej dekady pałac został całkowicie zdewastowany i pozbawiony ostatnich zabytkowych elementów: drewniane podłogi, drzwi i zawiasy zostały wycięte, dach częściowo rozebrany, schody wejściowe zawalone, a obszerne piwnice zalane.

### Rewitalizacja Nakomiad od 1998
W połowie 1998 całkowicie zdewastowaną ruinę pałacu oraz otaczające go 5 ha założenie zostały zakupione przez rodzinę z Warszawy. Od tego czasu niemal nieustannie trwa sprzątanie, porządkowanie i powolny remont założenia pałacowego oraz zabytkowych zabudowań gospodarczo-folwarcznych, parków i ogrodów. Podczas modernizacji prowadzone są badania archeologiczne terenu oraz konsultacje z wojewódzkim konserwatorem zabytków, co pozwoliło m.in. na kilka interesujących odkryć, m.in. podziemnego tunelu pod pałacem czy 800 butelek radzieckiego szampana, służących za fundament ziemnej rampy.
Nowi właściciele pałacu utrzymują przyjazne kontakty z przodkami przedwojennych właścicieli – rodziną Rodeckerów z Niemiec. Eberhard von Redecker (ur. 21 czerwca 1907, zm. 20 sierpnia 2005), syn Friedricha von Redeckera przyjeżdżał do pałacu i udzielał wskazówek odnośnie do przedwojennego wyglądu budowli. 95. urodziny spędził w Nakomiadach, a właściciele jako prezent urodzinowy nazwali jego imieniem najstarszy przypałacowy kilkuwiekowy jesion, na którym jubilat odsłonił pamiątkową tablicę. Hrabia zmarł w 2005 roku w Preetz i zgodnie ze swoją wolą spoczął na rodowym cmentarzu w Nakomiadach, a na jego kamieniu nagrobnym wyryto słowa: „bardzo kochał te strony”.
Obecni właściciele majątku powiększyli dobra do 180 ha, na których prowadzona jest rewitalizacja kompleksu według planów dawnego założenia. Planowana jest też ich adaptacja do nowych celów: pola golfowego, stadniny koni, spa czy hotelu.

## Architektura
Zespół pałacowo-parkowo-gospodarczy składa się z budynku pałacu głównego oraz aktualnie 180 ha terenu go otaczającego (przed wojną cały majątek miał powierzchnię 692 ha), na którym znajduje się park krajobrazowy, ogrody warzywne oraz liczne zabudowania folwarczno-gospodarcze. Pałac wraz z najbliższymi zabudowaniami i parkiem położony jest na wzniesieniu, które jest pozostałością po średniowiecznej krzyżackiej warowni Fliehburg, a które wznosi się niemal 20 metrów ponad otaczający je teren.

### Pałac
Budynek pałacu wybudowany został w drugiej poł. XVII wieku w stylu baroku holenderskiego, lecz ze względu na upodobania współczesnego właściciela Jana von Hoverbecka oraz architekta Józefa Piolę zawiera liczne elementy stylu klasycystycznego. Powierzchnia użytkowa wnętrz pałacu to około dwa tysiące m². Obiekt jest w całości dwukondygnacyjny oraz jako jedna z nielicznych budowli tego typu w dawnych Prusach Wschodnich dodatkowo posiada dwie kondygnacje sięgających 7 metrów pod ziemię piwnic. Niższa kondygnacja nie jest jednakże pozostałością po średniowiecznej warowni, lecz pochodzi z jednego z wcześniej istniejących w tym miejscu, lecz już nowożytnych, budynków.
Pałac założony jest na planie klasycznego prostokąta i nakryty czterospadowym dachem. W osi budynku znajdują się dwa zdobione, trójkątne ryzality, jeden od strony ogrodowej, drugi mieszczący główne wejście do wnętrz od frontowej.

### Park krajobrazowy
Pałac otoczony jest 17-hektarowym zabytkowym parkiem krajobrazowym ze stawem z wyłożonym 200 tonami kamieni dnem, który został założony w XVIII wieku. W swoim pierwotnym założeniu park otoczony był w całości ceglano-kamiennym murem, za którym na południowym zboczu usytuowana była winnica, utrzymywana na potrzeby wyrobu wina, która jednak ze względu na ochłodzenie klimatu wymarzła, a jedynymi pozostałościami po niej znajdują się ledwo już widoczne sztucznie uformowane tarasy. W parku znajdują się fragmenty fundamentów starej oranżerii, rodowa XIX-wieczna kaplica oraz liczne kilkuwiekowe drzewa, z których starsze pochodzą z okresu jego założenia, a niektóre, jak najstarszy 320-letni jesion, nazwany imieniem ostatniego Redeckera – Eberhard, uznane są za pomniki przyrody.
Ponadto w parku wytyczono liczne aleje spacerowe i rozmieszczono elementy tzw. architektury ogrodowej, jak mostki, kładki czy altanki. Najwięcej pracy w przywrócenie historycznego wyglądu parku włożono w jego części od strony frontowej pałacu. Na sam kolisty klomb przy podjeździe, w którego centralnej części znajduje się wiekowa lipa, zużyto około 450 ton ziemi. Dodatkowo wzdłuż jednej z alei właściciele posadzili około 600 grabów.

### Regularny ogród warzywny
Po wschodniej stronie założenia znajduje się przypałacowy ogród, który poddawany jest rewitalizacji i modernizacji. Jego częścią jest regularny ogród warzywny oraz zielnik, które wzorowane są na największym regularnym ogrodzie warzywnym we Francji w Chateau Villandry, i które są jedną z dziewięciu filii zamkowego ogrodu Montrésor pod Paryżem. Cały ogród założony jest na dwóch kamiennych tarasach i posiada liczne regularne grządki, na których rosną kolorowe odmiany m.in. kapusty, kalafiora, karczochów, brokułów, cukinii i innych warzyw, które w razie potrzeb zaopatrują pałacową kuchnię. Docelowo ogród, u którego wejścia stoi kamienna brama, ma być uzupełniony licznymi fontannami, labiryntami oraz różanecznikami i oranżerią.

### Kaplica parkowa

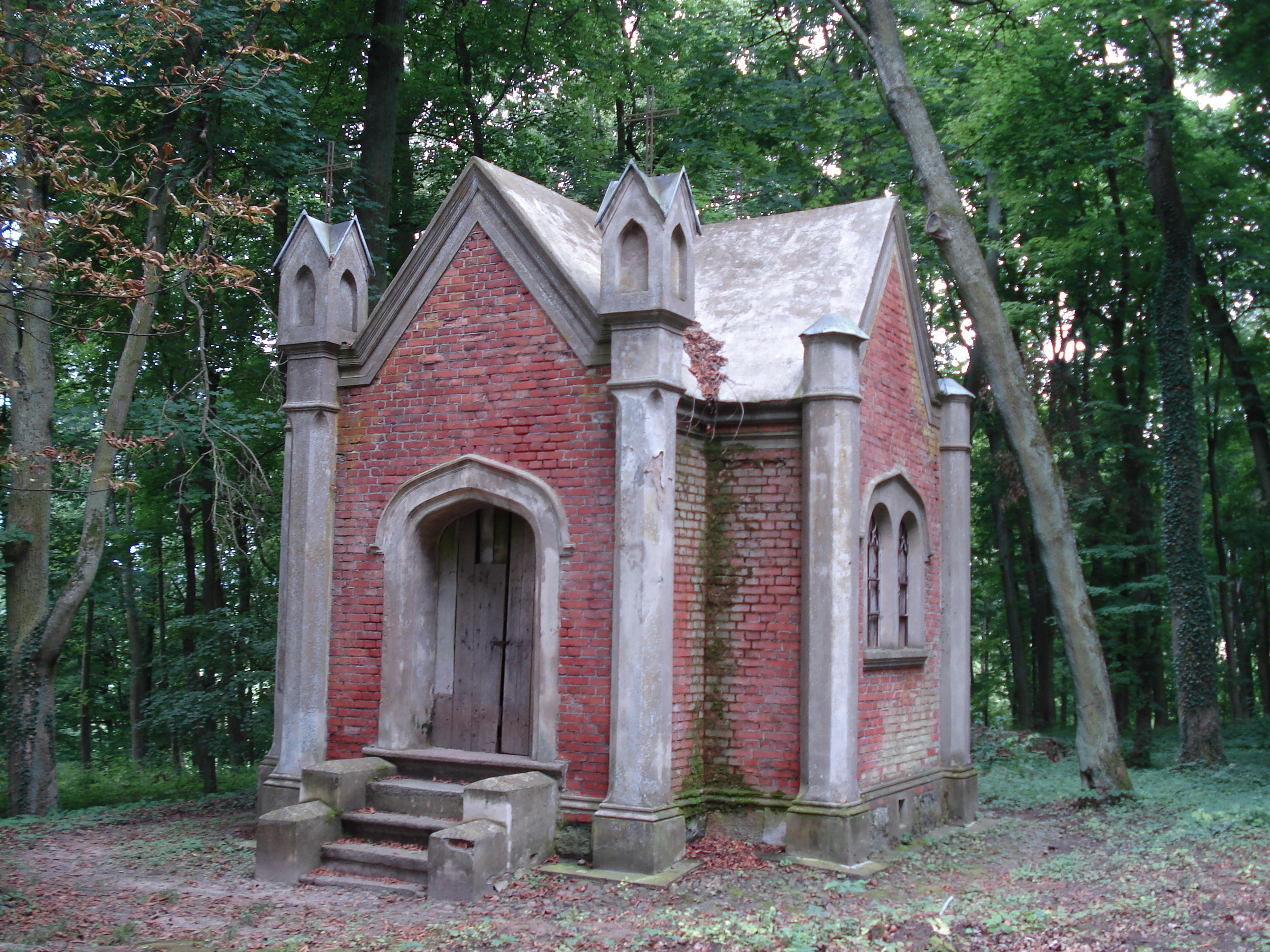
Kaplica Redeckerów – wejście od strony zachodniej

W przypałacowym parku znajduje się niewielka, XIX-wieczna, neogotycka kaplica rodowa (niem. Gutskapelle). Wybudowana została w 1857 roku na zlecenie Hermana i Augusty von Redecker po śmierci dwóch synów, młodszego 2-letniego, który zmarł na skutek choroby, oraz starszego 17- lub 18-letniego, który zginął tragicznie podczas manewrów wojskowych. Do zdobionych freskami, które zachowały się jedynie częściowo, wnętrz budynku prowadzi wejście znajdujące się od strony wschodniej, natomiast od zachodniej, stromymi schodami do rodzinnego grobowca, w którym do lat 30. XX wieku chowano członków rodu. W 1934 roku wszystkich pochowanych w mauzoleum członków rodu von Redecker przeniesiono w uroczystej procesji na pobliski cmentarz rodowy w Godzikowie. Prawdopodobnie uratowało to ciała przed zbezczeszczeniem, gdy w okresie powojennym PGR utworzył z kaplicy magazyn środków ochrony roślin, który częściowo zniszczył wiekowe freski.

### Cmentarz rodowy i aleja
Cmentarz rodowy von Redecków znajduje się w oddalonej od Nakomiad o około 1 km wsi Godzikowo. Do cmentarza z pałacu wiedzie długa i prosta aleja, po której obu stronach na całej długości znajdują się zasadzone w 1905 roku dęby. U końca drogi znajduje się wzniesienie, które niegdyś otoczone było stawami. Na jego szczycie pochowany jest zmarły w 1809, a przybyły do Nakomiad w 1789, założyciel rodu Friedrich von Redecker. Poniżej jego niewielkiego, wykonanego z czerwonego kamienia grobowca, nietypowo, gdyż po okręgu, pochowani są kolejni członkowie rodu, których groby przykryte są kamiennymi płytami. Dodatkowo u podnóża wzniesienia znajdują się trzy żeliwne krzyże przyjaciół rodziny, które na początku lat 90. XX wieku przeniósł tu Eberhard von Redecker z innego zniszczonego cmentarza. Wzgórze cmentarne, dzięki celowej perspektywie widokowej jest dobrze widoczne z terenu pałacu, co było prawdopodobnie celowym założeniem Redeckerów, którzy chcieli spoglądać na groby swoich bliskich.

## Manufaktura Nakomiady
Na potrzeby pierwszej rozbudowy pałacu mającej miejsce w 1705 roku (bądź dłużej, w latach 1704–1706) w ówczesnym Eichmedien von Hoverbeckowie w 1704 uruchomili manufakturę. Powstały zakład – manufaktura ceramiczna – zajmował się głównie wypalaniem i wyrabianiem cegły z lokalnych pokładów gliny.
Obecni właściciele, chcąc zrewitalizować pałacowe wnętrza według oryginalnych wzorów, uzupełnili pomieszczenia ręcznie wykonanymi 24 piecami kaflowymi. Nie mogąc nabyć starych pieców, ani kupić nowych wykonywanych według wzoru dawnych pieców z Prus i Pomorza, na terenie majątku wyremontowali starą kuźnię i otworzyli nową, kontynuującą tradycję XVIII-wiecznego zakładu, manufakturę. Manufaktura Nakomiady 1704, zatrudniająca głównie mieszkańców wsi, nastawiona jest na wyrób ceramicznych pieców kaflowych, których cały proces produkcji, od wypalania kafli i nadawania im pożądanych kształtów po malowanie, odbywa się ręcznie. Zakład wykonuje tzw. piece gdańskie i elbląskie z licznymi ręcznie malowanymi zdobieniami wzorowanymi na modnych ówcześnie holenderskich fajansach. Wszystkie wykonywane w manufakturze piece są replikami egzemplarzy znajdujących się w pałacach i dworach dawnych Prus Wschodnich czy Pomorza; znajdują się wśród nich m.in. dwa piece z domu Uphagena w Gdańsku, z pałaców w Nakomiadach, Bęsi czy Grazymach oraz piec wiejski ze skansenu w Olsztynku.
Poza replikami pieców w oryginalnych, dużych rozmiarach oraz pieców produkowanych na indywidualne zamówienie, manufaktura wytwarza także małe, pełniące funkcję świecznika piece, które stają się kulturalną pamiątką z Mazur. Manufaktura w Nakomiadach jest jedynym zakładem ręcznie produkującym kafle i piece według dawnych sposobów.

## Tablice Hoverbecków
W okresie, gdy pałac i majątek należały do rodu von Hoverbeck (1653–1789), na frontonie i tylnym wyjściu z pałacu znajdowały się dwie tablice z sentencjami. Pierwsza z nich zawierała cytat z Księgi Hioba: Zgromadzenie obłudników zostanie opuszczone, a ogień pochłonie chaty tych, którzy przyjmują dary (Hi 15,34), a druga inskrypcję: Słuchaj cierpliwie, odpowiadaj przyjemnie, wyrokuj sprawiedliwie.
Istnieją różne hipotezy co do przeznaczenia tablic, z których jedna mówi o klątwach i złu, przed którymi Hoverbeckowie mieli się chronić za pomocą cytatów. Inna, bardziej prawdopodobna, wiąże tablice i wyryte na nich sentencje ze sprawowaną zwyczajowo przez głowę rodu funkcją lokalnego rozjemcy i wymiaru sprawiedliwości. Tablice miały przypominać oskarżonym o obowiązku mówienia jedynie prawdy, natomiast sędziemu o kierowaniu się bezstronnością i zasadami etyki.
W późniejszym czasie obie tablice zostały rozbite i nie przetrwały do naszych czasów. Jedne źródła podają, iż zostały zniszczone przez jednego z członków rodu von Redeck; inne z kolei, iż dopiero podczas działań wojennych w 1945 roku.

## Pałacowe legendy
Pałac w Nakomiadach posiada kilka legend związanych z jego przeszłością, z których najbardziej znane są podania mówiące o tajemnych tunelach i romantycznych miłościach dawnych mieszkańców założenia.
Budynek pałacowy posiada dwie głębokie na 7 metrów kondygnacje piwnic, z których niższa jest pozostałością po starszej budowli. Natomiast legenda mówi o jeszcze jednej, 3. kondygnacji, która rzekomo istnieje i z której wychodzą dwa długie tunele. Jeden z nich, zachodni, miał łączyć pałac z jeziorem, które dawniej znajdowało się w okolicy. Drugi, idący w kierunku północnym, łączył podziemia z wiejskim kościołem, a według niektórych nawet niedaleką Górą Zamkową czy nawet odległymi Kętrzynem i Rynem.
Dawno temu do pałacu dotarł ranny oficer, którym się zaopiekowano, a szczególną troską otaczała go córka zarządców majątku. Opieka przerodziła się w uczucie, które także żołnierz żywił do szlachcianki, co z czasem przerodziło się w wielką romantyczną miłość. Oficer jednakże bardziej niż kobietę kochał wojnę i po krótkim pobycie wyjechał. Zrozpaczona panna, nie mogąc znieść żalu i rozpaczy, rzuciła się z okna na schody, na których do dziś widnieje zarys jej odbitego serca.
Równie dawno temu w pałacu mieszkała inna panna, która zakochała się ze wzajemnością w kawalerze z innego rodu, co było przyczyną niejednych waśni rodzinnych. Senior rodu nie pozwalał na schadzki zakochanych czy ich ślub. Pewnej nocy więc kobieta uciekła oknem wprost w ramiona ukochanego i razem, pod osłoną nocy, odjechali konno. Ojciec dziewczyny, gdy dowiedział się co się stało, wyrzekł się córki, a okno zamurował. Zamurowane okno wciąż znajduje się od strony wschodniej elewacji.
Ponadto mówi się o wielu tajemniczych postaciach, duchach czy zjawach spacerujących, głównie nocami, po pałacu i jego otoczeniu. Wiadomo o Krzyżaku chodzącym z psem bez głowy, innym Krzyżaku, którego można czasami zobaczyć w starej studni przy dębie, czarnej karocy zaprzężonej w cztery kare konie bez woźnicy, która nocami zajeżdża na podjazd czy czarnej damie spacerującej po holu.

## Zabytek
W skład zespołu pałacowego w Nakomiadach, wpisanego do rejestru zabytków nieruchomych (nr rej.: 899 z 6.08.1968) wchodzą:
- pałac (nr rej.: 85 z 12.09.1949),
- park (nr rej.: 3594 z 13.04.1984).